# Kejsardömet Tyskland
Kejsardömet Tyskland (tyska: Deutsches Kaiserreich) kallas traditionellt den period i tyska rikets historia då landets statsskick var ett kejsardöme (förbundsmonarki), vilken varade från Tysklands enande 18 januari 1871 till kejsarhusets avveckling den 9 november 1918 i och med Kejsare Vilhelm IIs abdikation. Tyska statens formella namn under denna period och fortsättningsvis var dock "Tyska Riket" (tyska: Deutsches Reich), fram till Nazitysklands kollaps 1945.
Kejsardömet uppstod ur Nordtyska förbundet, som under preussisk, och särskilt dess ministerpresident Otto von Bismarcks, ledning samlade de tyska staterna för en egen statsbildning (en tysk nationalstat) enligt den så kallade lilltyska lösningen, d.v.s. med uteslutande av Preussens rival Österrike. Konungariket Preussens kungahus, Brandenburg-Preussen, blev därmed även Tyska Rikets kejsarhus.
Kejsardömet blev med sin stora befolkning och snabba industriella tillväxt en stormakt på den europeiska kontinenten. Dock härjades det av inre spänningar och inte minst internationella spänningar i och med en alltmer expansiv utrikespolitik. Den siste kejsaren gick i landsflykt efter missnöjesyttringar och revolter på många håll i landet över svårigheterna efter nederlaget i första världskriget 1918. Istället utropades tyska riket till republik och 1919 skapades en ny författning vid en konstituerande församling i Weimar, den så kallade Weimarrepubliken.
|  | Föregående Nordtyska förbundet (1867–1871) |

|  | Tyska stater tillkomna vid Tyska Rikets bildande (1871) |

|  | Franskt område annekterad efter Fransk-tyska kriget (1870–1871) |

## Kejsardömets tillkomst
Ännu vid 1800-talets mitt var det som idag är Tyskland okänt. Fram till 1806 fanns formellt en tysk enhet i Tysk-romerska riket, men detta splittrades på grund feodalismen och framförallt på grund av det stora religionskriget på 1600-talet, Trettioåriga kriget. Området som idag är Tyskland bestod sedan en fredsöverenskommelse i Münster och Osnabrück, Westfaliska freden, istället av flera små suveräna stater, de största och mest dominerande av dessa var Preussen, Hannover och Bayern.
Två jämnstarka stormakter, det protestantiska Preussen och det katolska Österrike, senare dubbelmonarkin Österrike-Ungern, tävlade länge om den politiska dominansen över det landområde som nu är Tyskland. Det slutade med att Preussen vann, genom Preussens statskansler ("järnkanslern") Otto von Bismarcks drag att utesluta Österrike ur Tyskland vid dess enande, för att förhindra framtida konflikter mellan de båda stormakterna om ledningsfrågan. Istället såg han till att Österrike-Ungern blev en trogen bundsförvant efter ett kort krig, som Preussen vann, men där Österrike-Ungern efter kriget fick en billig fred och inte förlorade några landområden. Därefter blev Bismarck det enade Tysklands rikskansler.
Faktorer som var viktiga för enandet var följande:
- De tre tyska enhetskrig som utspelades mellan 1864 och 1871 gjorde det möjligt att genom inbördes strider mellan dominerande tyska stater, nya allianser mellan dessa och andra tyska stater och genom skapandet av yttre fiender ena de tidigare ofta inhemskt stridande tyska staterna.[4][6]
- Den våg av nationalism och liberalism (nationalliberalism) som stärkte tanken på nationalstaten och som ville demokratisera de gamla enväldiga furstestaterna och göra livet lättare för bland annat handelsmän, genom att avreglera (liberalisera) handelshinder som tullar mellan småstater etc. Detta var en strömning som gjort sig gällande sedan franska revolutionen och som stärktes av julirevolutionen 1830 och av februarirevolutionen 1848, båda i Frankrike. Denna våg av nationalism bidrog inte bara till Tysklands och Italiens enande, utan även till Österrike-Ungerns sönderfall efter första världskriget.[7]
- Napoleonkrigen, som ledde till ökad mediatisering (hopslagna furstestater) och sekularisering (att kyrkans stater försvann, skedde även efter reformationen) i de tyska staterna och som också blev grunden för tyskarnas vilja att ena sig mot yttre fiender.[8]
- Den teknologiska utvecklingen. Ungefär samtidigt som landet enades slutfördes också en agrar jordreform som hade pågått i landet sedan Napoleontiden och som innebar minskat jordägande för den jordägande adeln. Detta i kombination med en ökad industriell utveckling (till exempel järnvägen) gav utvecklingsmöjlighet till bildandet av en tysk nationalstat.[7][9]

### Tyska enhetskrigen (1864–1871)
Mellan 1864 och 1871 kom de tyska staterna att utkämpa tre huvudsakliga gränskrig, ibland kallade de "tyska enhetskrigen", där "enhet" syftar på krigens enande av de tyska staterna till en "enhetlighet". Dessa krig kom att ena de tyska staterna under den dominerande segerstaten Preussen genom introducering av gemensamma tyskfiender framför tidigare interntyska statskonflikter.

#### Dansk-tyska kriget (1864)

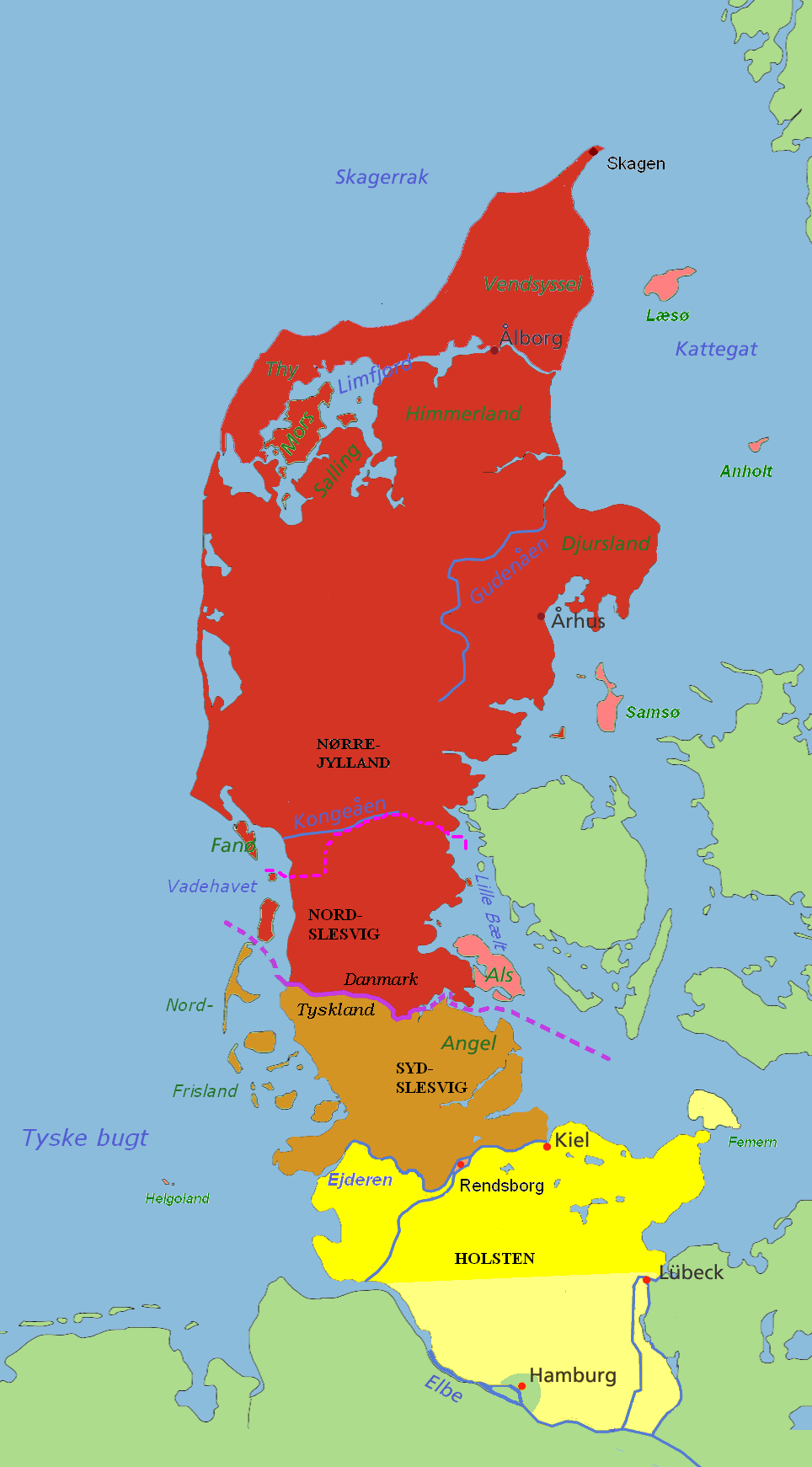
En karta över det omstridda området i jämförelse med dagens gränser. Efter kriget 1864 fick Danmark avträda hela Schleswig, men återfick den norra delen 1920.

Gränsområdet mellan Danmark och Tyskland hade under lång tid haft en blandad dansk och tysk befolkning, och de två hertigdömena Schleswig och Holstein ingick sedan länge i personalunion med Danmark.
Danmarks kung Fredrik VII avled i 15 november 1863. Den nye kungen Kristian IX undertecknade redan den 18 november en ny grundlag, den så kallade "novemberförfattningen", som gällde för Danmark och Schleswig, men inte för sydligare Holstein. Syftet var att knyta just det nordligare Schleswig, med många dansktalande i framförallt de norra delarna, närmare till Danmark. Åtgärden utgjorde också ett tydligt avsteg från Danmarks löfte från 1851 att fortsätta med helstatslösningen för Schleswig-Holstein.
Det danska agerandet ledde till att prins Fredrik av Augustenburg gjorde anspråk på styret av Schleswig och Holstein. I hela Tyskland uppstod starka sympatier för vad man såg som Schleswig-Holsteins befrielse och flera tyska småfurstar erkände Fredriks anspråk. På förbundsdagens mandat gick trupper från Hannover och Sachsen in i Holstein den 24 december 1863 utan att detta ledde till några krigshandlingar, eftersom den danska armén omedelbart evakuerade. Den 18 januari 1864 överlämnade Preussen och Österrike ett ultimatum om att novemberförfattningen skulle dras tillbaka. Då Danmark vägrade, inleddes kriget.
Danmark förlorade kriget och fred slöts i och med freden i Wien, med resultatet att Schleswig, Holstein och Sachsen-Lauenburg fick avträdas till någon av de tyska staterna. Vilken av dem ledde till nästa krig (se nästa avsnitt).

#### Tyska enhetskriget (1866)

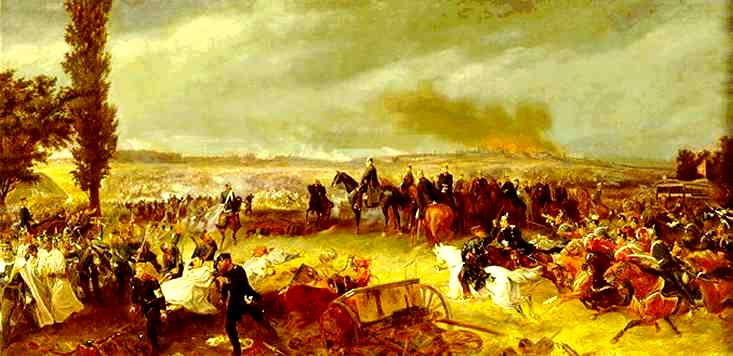
Oljemålning föreställande Slaget vid Königgrätz av Georg Bleibtreu 1869.

Kriget som pågick under sommaren 1866 provocerades fram av Preussen efter en konflikt med Österrike över administrationen av de båda erövrade hertigdömena Slesvig och Holstein. Den 9 juni 1866 ockuperade preussiska trupper delar av Holstein, som administrerades av Österrike. Österrike uppmanade då alla de mindre staterna i det tyska förbundet att enas för att återställa Preussens lydnad gentemot Österrike och förbundet.
Den österrikiska sidan samlade sina styrkor i Sachsen och Böhmen inför en invasion av Schlesien. De preussiska arméerna gick snabbt över gränsen och mötte de österrikiska vid Königgrätz. I slaget som följde den 3 juli ledde den preussiska organisatoriska och tekniska överlägsenheten till en total seger över det numerärt överlägsna Österrike. Slaget avgjorde i praktiken kriget.
Freden i Prag 23 augusti 1866 ledde till att det tyska förbundet upplöstes och Nordtyska förbundet istället upprättades, samt att Österrike avstod allt framtida inflytande över tyska angelägenheter. Preussen annekterade Schleswig-Holstein, Hannover, Hessen-Kassel, hertigdömet Nassau och Frankfurt am Main. Däremot avstod Preussen från att kräva något territorium i Österrike, vilket gjorde det möjligt för Preussen och Österrike att skapa allianser i framtiden.

#### Fransk-tyska kriget (1870-1871)

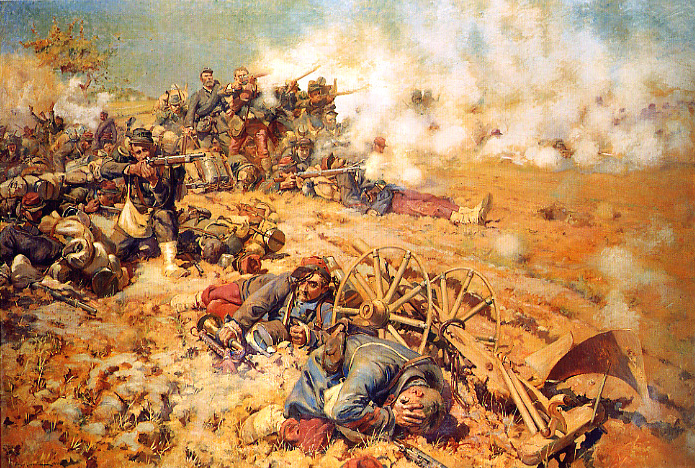
Slaget vid Mars-la-Tour, 16 augusti 1870, som del av fransk-tyska kriget (1870-1871).

I Frankrike såg man med oro och avund på Preussens stora makttillväxt efter 1866 års krig, och man sökte tillfälle att minska dess växande inflytande. Den tändande gnistan till kriget blev prins Leopold av Hohenzollern-Sigmaringens kandidatur till spanska kronan. Spaniens regering erbjöd nämligen den spanska kronan till denne. Prinsen liksom hans närmaste tvekade, och han gav två gånger, hösten 1869 och vintern 1870, avböjande svar. Hans hållning gillades av kung Vilhelm av Preussen, vilken – inte som Preussens härskare, utan som huset Hohenzollerns huvudman – tog del av familjerådslagen. Den preussiske förbundskanslern Bismarck stod skenbart utanför underhandlingen, men följde den med livligt intresse, övertygad om att en förbindelse mellan Tyskland och Spanien skulle hålla Frankrike något i schack.
Genom hemliga agenter förmådde Bismarck den spanska regeringen att återuppta förhandlingen, och i maj 1870 fick man prins Leopold att ändra sitt beslut.
Detta var ett klart hot för Frankrike, och efter ett antal diplomatiska duster, där Frankrike bland annat begärde att prinsens kandidatur formellt skulle återtas av regeringen i Berlin, något som Vilhelm I dock avslog, avgav Frankrike sin krigsförklaring i juli 1870.
Kriget blev en totalseger för Tyskland. Genom Frankfurtfreden den 10 maj 1871 fick Frankrike avstå Alsace (utom fästningen Belfort) och delar av Lothringen till det nybildade tyska riket. samt i krigsskadestånd betala fem miljarder francs.

### Agrara revolutionen och dess följer i Tyskland (1815–1871)

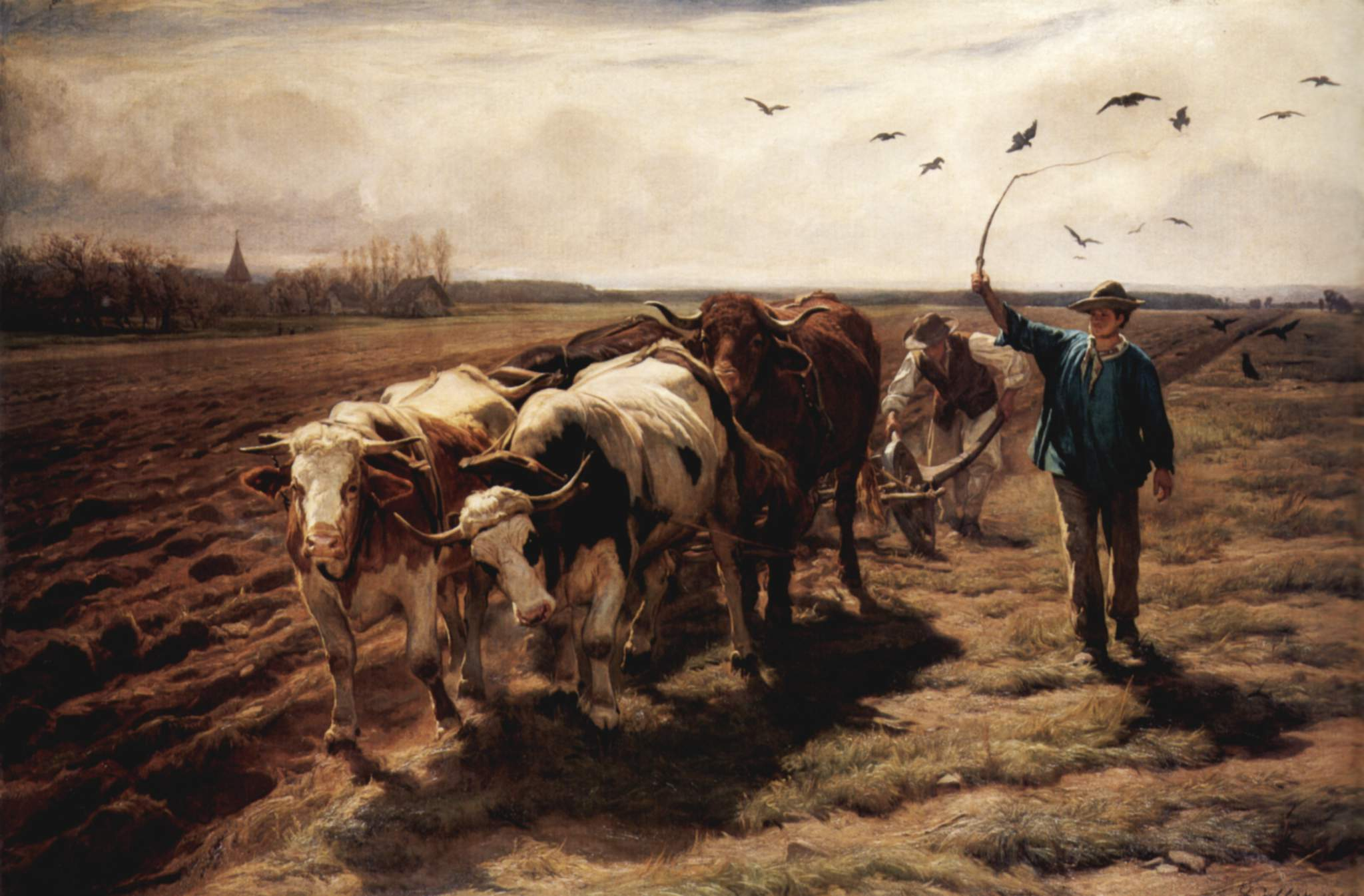
Oljemålningen "Plöjande oxar" (Pflügende Ochsen) av Rudolf Koller 1868.

Under slutet av 1700-talet och början på 1800-talet led Tyskland efter sviterna av Napoleonkrigen. Länderna var tyngda av krigets följder i form av skadegörelse. Länderna var därför tvungna att genomföra näringslivsförändringar, både för att maximera en vinst och för att frigöra arbetskraft. Detta var innan en riktig industriell utveckling påbörjats i denna del av Europa, därför var dessa reformer tvungna att genomföras i jordbruket.
Tanken fanns också att staterna, och däribland främst det största landet Preussen, behövde öka sin ekonomiska kapacitet för att kunna stå emot Napoleon I och dennes allierade.
Reformerna ledde till en explosion av den agrara produktionen. Bland annat fördubblades åkerarealen i Preussen från 26,5-51,4 % av det totala området mellan 1816 och 1866, och den årliga avkastningen per hektar steg med det dubbla. Dock steg inte befolkningen lika raskt. Tyskland hade därför skapat sig ett stort jordbruksöverskott.
I Storbritannien var industrialiseringen i full gång under denna period, och landet behövde därför importera jordbruksprodukter. Tysklands jordbruksproduktion fick gå på export, vilket skapade utrymme för ett växande borgerskap. Samtidigt kunde den inhemska industrialiseringen påbörjas till följd av ökad efterfråga på hantverk och industriprodukter från jordbruket och den växande stadsbefolkningen.
Borgerskapet hade till skillnad från den jordbundna adeln litet inflytande över politiken. Det var heller inte bundet till jordbruket och de konservativa värderingarna hos adeln, utan ville ha reformer som gynnade affärerna och ökade dess politiska makt. Liberalismen och nationalismens tankar enade borgerskapet. Frihandeln gynnade exporten, något som gynnade borgaren. Att ha 39 småstater med enskilda lagar krånglade till det för affärsmän.

### "Järnkansler" Otto von Bismarck (1815–1898)

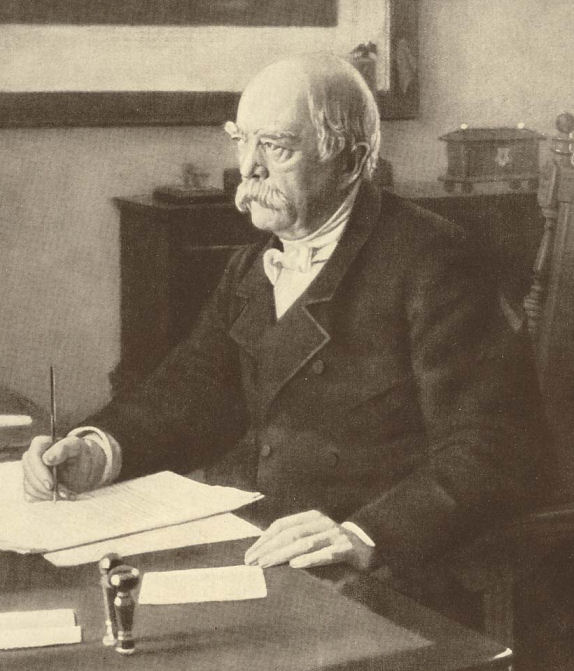
Otto von Bismarck 1886.

Otto von Bismarck, född 1 april 1815 på godset Schönhausen i Altmark, Sachsen, död 30 juli 1898, ofta kallad "järnkanslern" (tyska: Eiserne Kanzler), var en preussisk och tysk statsman. Han var preussisk ministerpresident 1862–1890 och tysk kansler 1867–1890, dels förbundskansler för Nordtyska förbundet under åren 1867–1871, dels rikskansler för Tyska riket 1871–1890. Han förde Preussen och Tyskland till en ledande ställning i Europa, hade den ledande rollen i Tysklands enande år 1871, och var sannolikt Europas mest inflytelserika politiker under den senare delen av 1800-talet.
Efter uppväxt i Hinterpommern och Berlin påbörjade Otto von Bismarck 1832 universitetsstudier i Göttingen, som avslutades med en juridisk examen 1835. Efter att i sin ungdom ha betraktats som liberalt sinnad, antikonformistisk och benägen till studentikosa upptåg, kom Otto von Bismarck när han i dryga 30-årsåldern var en gift, adlig markägare att uppfattas mer som konservativt sinnad. Det var under dessa förtecken som han 1847 gjorde sitt intåg i politiken som ombud på Preussens förenade lantdag, där han var emot liberalernas krav på en konstitutionellt styre i monarkin Preussen. Hans konservativa åsikter framträdde än tydligare under revolutionsåret 1848. Även om Bismarck blev utan plats i den konstituerande nationalförsamling som sammanträdde från maj till december, deltog han aktivt i 1848 års fortsatta politiska intriger. Hans tid skulle dock komma och 1862 blev han ministerpresident i Preussen. Under de efterföljande åren organiserade Bismarck Tyskland under preussiskt styre. Genom enhetskrigen, där exempelvis fransk-tyska kriget 1870-1871 startade på grund av en provokation genomförd av Bismarck, kunde han uppnå sina politiska syften genom olika schackdrag. Preussen under Bismarck tvingades aldrig in i något krig mot sin vilja, utan lyckades själv alltid välja vilket krig det deltog i. När man gick i krig fanns det tydliga, och begränsade mål som skulle uppnås, och som man höll sig till.

## Tyska Rikets kejsardöme

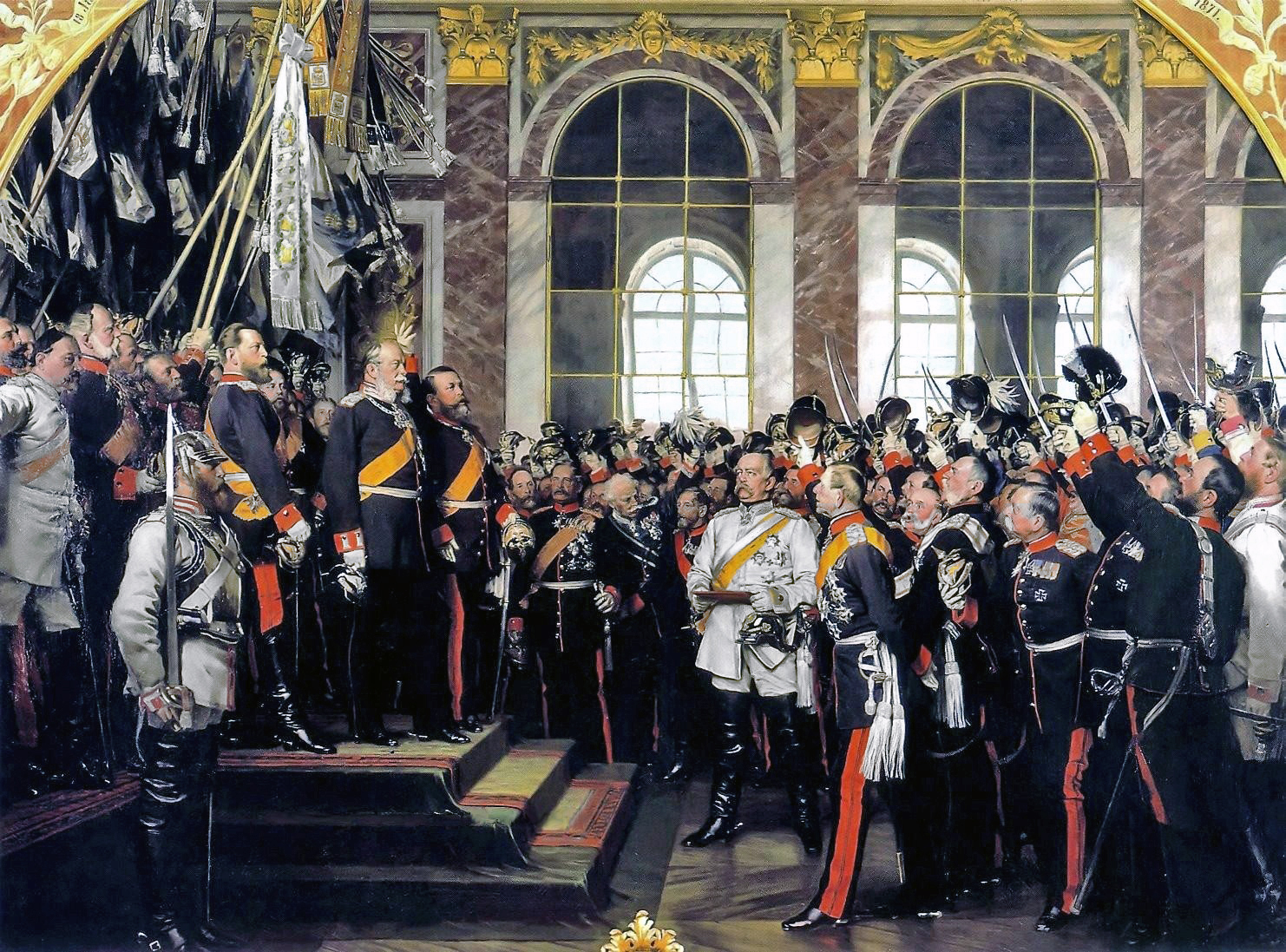
Målning av preussiska kungen Vilhelm I:s kejsarproklamation i Versailles 1871. Nedanför ses Otto von Bismarck i vit uniform.

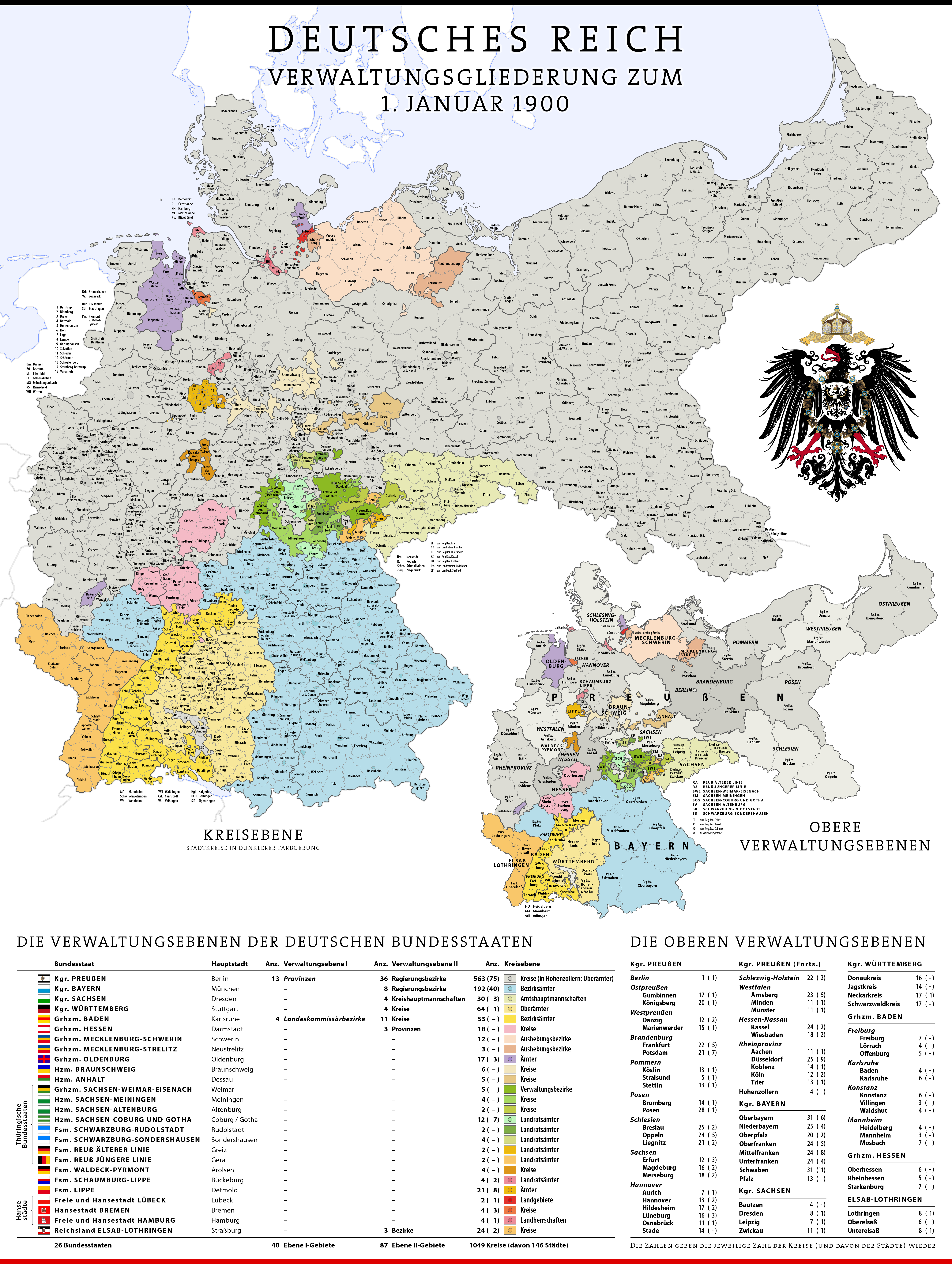
Administrativ karta över det Tyska Riket från 1 januari 1900.

Det tyska kejsarriket var en förbundsstat bestående av fyra kungariken, sex storhertigdömen, fem hertigdömen, sju furstendömen och tre fria städer. Därtill kom det så kallade ”rikslandet” Elsass-Lothringen, erövrat från Frankrike i 1870-1871 års krig. Kungen av Preussen valdes 1871 i Versailles av furstarna till tysk kejsare. De tyska staterna hade egna regeringar, lagar, arméer och skatteväsende och hade alla ambassadliknande representationer hos varandra. Militärt var staterna inordnade i den preussiska arméns krigsorganisation och underkastades efter hand dess reglementen, instruktioner och avtal, med enda större undantag för Bayern. På den politiska nivån var också Preussen dominerande då representationen i de federala institutionerna såsom riksdag och förbundsråd var proportionell, tillsammans med det faktum att Preussen utgjorde två tredjedelar av hela Tysklands territorium, vilket ledde till att Preussen fick en dominerande ställning.

### Bismarcks era (1871–1890)
Från grundandet var det tyska kejsarrikets författning i hög grad anpassad för Otto von Bismarck själv, som nu hade en nyckelposition som både Tysklands rikskansler och preussisk ministerpresident. Rikskanslern var inte ansvarig inför Tyska Riksdagen (tyska: Deutscher Reichstag) utan endast inför kejsaren, varför det också talades om att det var en "kanslerdiktatur". Av den anledningen kallas perioden vanligen för Bismarcks era eller Bismarckeran (tyska: Ära Bismarck) i Tyskland.
Valen till Riksdagen skedde i jämlika val där alla män förfogade över en röst. Man använde sig dock inte av ett proportionellt valsystem utan av majoritetsval där varje valkrets röstade fram var sin politiker till Riksdagen.
Bismarck drev, till liberalernas besvikelse, en alltmer konservativ politik, han drev en så kallad "Kulturkampf" mot den katolska kyrkan. Den så kallade "Kanslerparagrafen" förbjöd kyrkan att ta ställning i politiska frågor. Vidare spärrades de statliga bidragen till kyrkan som numera förknippades med en särskild statlig prövning som man fick göra för att få bidrag igen.
Även arbetarrörelsen motarbetades. Efter två attentat mot Kejsaren Vilhelm I utnyttjade Bismarck situationen genom att förbjuda socialdemokraterna. Han påstod att attentatsmännen stod nära socialdemokratin. Riksdagen upplöstes och med den nya konservativa majoriteten i parlamentet genomdrev "socialistlagen" år 1878, där möten och skrifter av socialdemokratisk och socialistisk natur och offentlig socialistisk agitation i allmänhet förbjöds. Bismarck var emellertid angelägen om att kombinera socialistlagen med ett socialt lagstiftningsarbete, varigenom han hoppades kunna bryta udden av den spirande arbetarrörelsen. Bismarcks politik lyckades dock inte bekämpa socialdemokratin, i valet till Riksdagen 1884 ökade socialdemokraterna från tolv till 24 mandat, 1889 blir de största partiet i riksdagen.
Utrikespolitiskt kom vid 1870-talets slut en övergång till starkt protektionistisk politik med syftet att skydda det inhemska jordbruket. Bismarck drev också en rustningspolitik, som efter hans tid utökades ytterligare. Säkerhetspolitiskt bildades allians med Österrike-Ungern för att möta hotet från Frankrike. Denna blev trippelalliansen 1882 då Italien gick med. (Trekejsarförbundet), där Ryssland ingick, tillkom för att undvika tvåfrontskrig. Alliansen med Ryssland kunde dock inte förlängas efter 1887, men Bismarck fick det så kallade återförsäkringsavtalet, där Ryssland och Tyskland förband sig att förhålla sig neutrala till varandra om någon av dem kom i krig med en tredje stormakt, dock inte om någon av dem angrep den andra, Österrike eller Frankrike.
1890 avskedades Bismarck av Vilhelm II på grund av politiska meningsskiljaktigheter. Den huvudsakliga konflikten bestod i att Bismark ville förlänga socialistlagen (se ovan) medan Vilhelm II ville närma sig både arbetarklassen och socialdemokratin. Vilhelm II förbättrade arbetarskyddslagstiftningen utan att samråda med Rikskanslern vilket försvagade Bismarcks position. När Riksdagen dessutom inte förlängde socialistlagen och socialdemokraterna blev största partiet avskedades Bismarck av Vilhelm II. Därefter drog Bismarck sig tillbaka från politiken, dock med en viss bitterhet över det sätt på vilket han hade tvingats avgå. Han avled 30 juli 1898.

### Vilhelminska eran (1890–1914)
Perioden efter Bismarcks styre kallas vanligen för den vilhelminska tiden(en) (tyska: Wilhelminische Zeit) i Tyskland, döpt efter Vilhelm IIs styre. I och med Bismarcks avskedande hoppades Vilhelm II kunna mildra rikets interna spänningar och utropade en "ny kurs", med avskaffande av socialistlagen och utlovade ny arbetarskyddslagstiftning, men åtgärderna imponerade inte och stödet för den socialistiska oppositionen fortsatte att öka. I ett ytterligare försök att minska de inrikespolitiska spänningarna, började man nu propagera för en kraftfull utrikespolitik med expansiva, imperialistiska mål. Den patriotiska stämningen ledde till att det Alltyska förbundet ("Alldeutscher Verband") grundades år 1891. Förbundet var nationalistisk, expansionistisk och senare även antisemitisk. Tysklands satsning att bygga ut flottan i slutet på 1890-talet ledde till stora motsättningar med England. I och med den andra flottlagen år 1900 förstoras den stora flottan vilket leder till kapprustning mellan Tyskland och Storbritannien. Den nya "världspolitikens" effekt blev mest att den isolerade Tyskland internationellt och samlade stormakterna Storbritannien, Frankrike och Ryssland mot landet. Den mer och mer aggressiva tyska kolonialpolitiken i Afrika vållade två Marockokriser 1905 och 1911 som dock båda kunde lösas med hjälp av diplomati. Utrikespolitiska motsättningarna ökade dock mer och mer. Den brittiska krigsministern Haldane besökte Tyskland för att förhandla om kapprustningen, dock utan resultat. Även Balkankrigen 1912 och 1913 bidrog till ökade spänningar mellan stormakterna, men 1912 var Tyskland inte beredda att stödja Österrike-Ungern i ett krig mot Serbien och året därpå var det Ryssland som inte ville stödja Serbien. I Julikrisen 1914 var Tyskland en viktig orsak bakom krigsutbrottet eftersom man stödde Österrike-Ungerns hårda agerande mot Serbien. Därmed ökade risken för att kriget skulle eskalera. Diplomatiska lösningar avböjdes konsekvent. Särskilt Berlins beslut att utfärda en "Carte Blanche" för Österrike-Ungern eldade på Wiens beslutsamhet att agera kompromisslöst mot Serbien. Wiens fråga till Vilhelm II om Tyskland skulle stödja Österrike-Ungern bejakades av denne utan tvekan, även om detta innebar ett krig mot Ryssland (och därmed ett krig även mot Frankrike). Likaså yttrade sig Rikskanslern Bethmann Hollweg som fruktade att Ryssland skulle bli för starkt om ett par år och som menade att man därför borde börja kriget mot Ryssland nu.
Viktiga orsaker för Tysklands agerande var att bryta den utrikespolitiska isolationen och att den tyska ledningen inte kunde eller ville överblicka konsekvenserna av sina handlingar. Ett annat kalkyl var att förnedra Ryssland diplomatiskt ifall kriget inte blev av. Vidare menar en del att de ledande politikerna i Tyskland ville dölja de sociala och politiska motsättningarna genom ett krig som alla skulle ställa sig bakom, oavsett politisk färg eller klasstillhörighet.

### Första världskriget (1914–1918)
Redan när kriget bröt ut 1914 framställde sig Tyskland som ett offer. Dagen när kriget förklarades deklarerade Vilhelm II: "Mitten im Frieden überfällt uns der Feind" ("Mitt i freden blir vi överfallna av fienden"). Första världskriget ledde i slutet av kriget, 1918, till allt fler revolter, både bland civila och inom militären i det förlorande Tyskland. Den siste kejsaren gick i landsflykt i samband med dessa revolter och krigsnederlaget. Under 1919 skulle Tyskland få en ny författning, som republik, den så kallade Weimarrepubliken.

## Tyska Rikets kejsare

Kejsardömet Tysklands stora riksvapen (användes av kejsaren).

- 1871–1888: Vilhelm I
- 1888–1888: Fredrik III
- 1888–1918: Vilhelm II

## Tyska Rikets rikskanslerer (1871–1918)
- 1871–1890: Otto von Bismarck
- 1890–1894: Leo von Caprivi
- 1894–1900: Chlodwig zu Hohenlohe-Schillingsfürst
- 1900–1909: Bernhard von Bülow
- 1909–1917: Theobald von Bethmann-Hollweg
- 1917–1917 (110 dagar): Georg Michaelis
- 1917–1918 (333 dagar): Georg von Hertling
- 1918–1918 (40 dagar): Max av Baden
- 1918–1918 (1 dagar): Friedrich Ebert

## Delstater
| Flagga | Vapen | Namn                      | Typ            | Karta | Huvudstad     | Invånare (1900) | Notering |
| ------ | ----- | ------------------------- | -------------- | ----- | ------------- | --------------- | -------- |
|        |       | Anhalt                    | hertigdöme     |       | Dessau        | 316 085         |          |
|        |       | Baden                     | storhertigdöme |       | Karlsruhe     | 1 867 944       |          |
|        |       | Bayern                    | kungarike      |       | München       | 6 524 372       |          |
|        |       | Braunschweig              | hertigdöme     |       | Braunschweig  | 464 333         |          |
|        |       | Bremen                    | fri riksstad   |       | Bremen        | 224 882         |          |
|        |       | Elsass-Lothringen         | "riksland"     |       | Straßburg     | 1 719 470       |          |
|        |       | Hamburg                   | fri riksstad   |       | Hamburg       | 768 349         |          |
|        |       | Hessen                    | storhertigdöme |       | Darmstadt     | 1 119 893       |          |
|        |       | Lippe                     | furstendöme    |       | Detmold       | 138 952         |          |
|        |       | Lübeck                    | fri riksstad   |       | Lübeck        | 96 775          |          |
|        |       | Mecklenburg-Schwerin      | storhertigdöme |       | Schwerin      | 607 770         |          |
|        |       | Mecklenburg-Strelitz      | storhertigdöme |       | Neustrelitz   | 102 602         |          |
|        |       | Oldenburg                 | storhertigdöme |       | Oldenburg     | 399 180         |          |
|        |       | Preussen                  | kungarike      |       | Berlin        | 34 472 509      | [ 38 ]   |
|        |       | Reuss-Greiz               | furstendöme    |       | Greiz         | 68 396          |          |
|        |       | Reuss-Schleiz-Gera        | furstendöme    |       | Gera          | 139 210         |          |
|        |       | Sachsen                   | kungarike      |       | Dresden       | 4 202 216       |          |
|        |       | Sachsen-Altenburg         | hertigdöme     |       | Altenburg     | 194 914         |          |
|        |       | Sachsen-Coburg-Gotha      | hertigdöme     |       | Coburg        | 229 550         |          |
|        |       | Sachsen-Meiningen         | hertigdöme     |       | Meiningen     | 250 731         |          |
|        |       | Sachsen-Weimar-Eisenach   | storhertigdöme |       | Weimar        | 362 873         |          |
|        |       | Schaumburg-Lippe          | furstendöme    |       | Bückeburg     | 43 132          |          |
|        |       | Schwarzburg-Rudolstadt    | furstendöme    |       | Rudolstadt    | 93 059          |          |
|        |       | Schwarzburg-Sondershausen | furstendöme    |       | Sondershausen | 80 898          |          |
|        |       | Waldeck-Pyrmont           | furstendöme    |       | Arolsen       | 57 918          |          |
|        |       | Württemberg               | kungarike      |       | Stuttgart     | 2 169 480       |          |

## Utomeuropeiska besittningar (från Berlinkonferensen 1884–1885)
- Tyska Nya Guinea
- Tyska Östafrika
- Tyska Sydvästafrika
- Wituland
- Kiautschou
- Tyska Kamerun
- Tyska Samoa
- Togoland